# Macrolobium pittieri
Macrolobium pittieri là một loài rau đậu thuộc họ Fabaceae.
Loài này có ở Colombia và Panama.
Chúng hiện đang bị đe dọa vì mất môi trường sống.